# Rimae Apollonius
Rimae Apollonius – grupa rowów  na powierzchni Księżyca o średnicy około 230 km. Znajduje się na współrzędnych selenograficznych ☾ 5,0°N 53,0°E/5,000000 53,000000. Nazwa tego systemu kanałów została nadana w 1964 roku przez Międzynarodową Unię Astronomiczną i pochodzi od krateru Apollonius.